# Lopigna
Lopigna (en cors Lopigna) és un municipi francès, situat a la regió de Còrsega, al departament de Còrsega del Sud. L'any 1999 tenia 112 habitants.

## Demografia
| 1962 | 1968 | 1975 | 1982 | 1990 | 1999 |
| ---- | ---- | ---- | ---- | ---- | ---- |
| 172  | 213  | 149  | 101  | 109  | 112  |

## Administració
| Període   | Identitat    | Partit | Qualitat |
| --------- | ------------ | ------ | -------- |
| 2001-2008 | Alain Nebbia | PNC    |          |